# Àcid indolacètic
L'àcid indolacètic, en anglès: Indole-3-acetic acid, també conegut com a IAA, és un compost heterocíclic que és una fitohormona del grup de l'auxina. És un sòlid incolor i és probablement l'auxina més important de les plantes. La seva molècula deriva de l'indole, que conté un grup carboximetil (àcid acètic).

## Síntesi
IAA es produeix de manera natural en les gemmes de l'àpex de la planta i en les fulles joves. Les cèl·lules de les plantes poden sintetitzar IAA del triptòfan però també ho poden fer de manera independent del triptòfan.
Químicament es pot sintetitzar reaccionant indole amb àcid glicòlic en pesència d'una base a 250 °C:
S'han desenvolupat molts mètodes de síntesi

## Bioactivitat i compostos relacionats
IAA té molts efectes diferents, com totes les auxines, com induir l'elongacó cel·lular i regular la permeabilitat de la membrana.
Les recerques en l'àcid indolacètic van portar a descobrir un dels primers herbicides de síntesi 
(2,4-D i 2,4,5-T) que maten les plantes de fulla ampla provocant el seu creixement descontrolat.